# King (canción de Florence and the Machine)
«King» es una canción de la banda de indie rock británica Florence and the Machine que fue lanzada el 23 de febrero de 2022 como primer sencillo de su próximo y quinto álbum de estudio Dance Fever. El sencillo está escrito y producido por la propia Florence Welch y el productor discográfico Jack Antonoff.

## Antecedentes
El 21 de febrero de 2022, algunos fans de la banda recibieron una carta de tarot de estilo medieval por correo que mostraba una foto de Florence Welch vestida con ropa de época. La tarjeta tenía la palabra "King" y cada sobre estaba inscrito con las palabras "Florence + the Machine - Chapter 1" en el reverso. Ese mismo día, comenzaron a aparecer vallas publicitarias digitales en Londres que mostraban la misma imagen de Welch que estaba impresa en la tarjeta. El sitio web de la banda también se actualizó dicho día, con quince cartas del tarot, la primera de las cuales presenta el diseño del anuncio publicitario.

## Composición
La pista comienza con voces restringidas e instrumentación mínima sobre una fuerte línea de bajo. En la marca de los tres minutos, la canción alcanza un crescendo orquestal. La letra de la canción se centra en el examen de Welch de su conflicto interno entre el arte y formar una familia. Se trata del tema más universal de las expectativas de género, específicamente las expectativas sociales de la feminidad. Los sacrificios que las mujeres tienen que hacer al elegir entre formar una familia y sus carreras, es el tema central de la pista. En el gancho de la canción, Welch repite el estribillo: "No soy madre. No soy novia. Soy rey".

## Recepción crítica
Tanto la canción como su video musical fueron bien recibidos por la crítica, quienes elogiaron sus temas y composición.[10] Tyler Golsen de Far Out Magazine elogió su arreglo instrumental y composición musical, y lo describió como "himno y ópera". Elise Soutar, en una reseña de la revista Paste, comparó favorablemente la construcción gradual de la canción con la producción de Florence + the Machine en High As Hope. Hannah Dailey de Billboard dijo que "el video es tan dinámico como la canción, que se mueve entre momentos suaves y pensativos y lanzamientos de himnos rugientes".

## Posicionamiento en listas
| Listas (2022)                  | Mejor posición |
| ------------------------------ | -------------- |
| Irlanda (IRMA)                 | 37             |
| Nueva Zelanda (RMNZ)           | 11             |
| Reino Unido (UK Singles Chart) | 54             |